# Zyxomma petiolatum
Zyxomma petiolatum (лат.) — вид стрекоз из семейства плоскобрюхи (Libellulidae).

## Распространение
Австралия, Индия, Юго-Восточная Азия.

## Описание
Длина брюшка самцов 37—43 мм (у самки 37—42). Длина заднего крыла 32—35 мм (у самки 32—38). Основная окраска коричневая с тёмными отметинами. Время лёта неизвестно. Сумеречная стрекоза, летающая после заката. Иногда появляется ночью, особенно после первых летних ливней.